# Cannellito
Cannellito, né en 2004, est un ours brun vivant dans les Pyrénées. Par sa mère Cannelle, il est le dernier porteur des gènes de souche pyrénéenne. Son père est Néré, il vit essentiellement dans la partie occidentale du territoire des ours pyrénéens.

#### Articles de presse
- Armelle Parion, « L'ours Cannellito n'est pas mort, il a déménagé ! », sur leparisien.fr, 2017
- Émilie Torgemen, « Cannellito, dernier descendant de la lignée des ours pyrénéens », sur leparisien.fr, 27 mars  2018

#### Rapports et études
- J.J. Camarra, D. Coreau et P. Touchet, « Suivi de l'espèce Ours brun dans les Pyrénées françaises Rapport annuel Année 2007 » [PDF], ONCFS Centre National d'Etudes et de Recherches Appliquées sur les Prédateurs et Animaux Déprédateurs, Réseau Ours Brun – Équipe Technique Ours, 2008
- J.J. Camarra et P. Touchet, « Suivi de l'espèce Ours brun dans les Pyrénées françaises Rapport annuel Année 2008 » [PDF], ONCFS Centre National d'Etudes et de Recherches Appliquées sur les Prédateurs et Animaux Déprédateurs, Réseau Ours Brun – Équipe Technique Ours
- « Synthèse : Statut de la population d’ours brun dans les Pyrénées en 2009 » [PDF], CNERA Prédateurs et Animaux Déprédateurs – Equipe Ours
- « Synthèse : Suivi de l’ours brun dans les Pyrénées  - Rapport annuel 2010 - » [PDF], CNERA Prédateurs et Animaux Déprédateurs – Equipe Ours
- J.-J. Camarra, J. Sentilles, P.-Y. Quenette et F. Decaluwe, « Suivi de l'Ours brun dans les Pyrénées françaises — Rapport annuel 2011 » [PDF], CNERA Prédateurs et Animaux Déprédateurs - Equipe Ours, 2012
- J.-J. Camarra, J. Sentilles, N. Bombillon et P.-Y. Quenette, « Suivi de l'Ours brun dans les Pyrénées françaises — Rapport annuel année 2012 » [PDF], CNERA Prédateurs et Animaux Déprédateurs - Equipe Ours, 2013
- J. J. Camarra, J. Sentilles, A. Gastineau et P.-Y. Quenette, « Suivi de l'Ours brun dans les Pyrénées françaises (Sous-populations occidentale et centrale) Rapport annuel année 2016 » [PDF], O.N.C.F.S. - Unité Prédateurs et Animaux Déprédateurs - Equipe Ours, 2017
- J. Sentilles, J. J. Camarra, C. Vanpe et P.-Y. Quenette, « Suivi de l'Ours brun dans les Pyrénées françaises Rapport annuel année 2017 » [PDF], O.N.C.F.S. - Unité Prédateurs et Animaux Déprédateurs - Equipe Ours, 2018
- J. Sentilles, J. J. Camarra, C. Vanpe et P.-Y. Quenette, « Suivi de l'Ours brun dans les Pyrénées françaises Rapport annuel année 2018 » [PDF], O.N.C.F.S. - Unité Prédateurs et Animaux Déprédateurs - Equipe Ours, 2019
- Jérôme Sentilles, Pierre-Luigi Lemaître, Cécile Vanpe et Pierre-Yves Quenette, « Rapport annuel du réseau ours brun 2019 » [PDF], 2020